# 韓国のビール
韓国のビールでは、大韓民国（韓国）で製造および輸入されるビールの概要について記す。

## 概要
韓国では「メクチュ」(맥주、麥酒)と呼ばれるビールは、20世紀初頭に韓国に初めてもたらされた。ソウルの最初のビール醸造所は1908年に開業した。現在の2つの主要な醸造所は1920年代に遡る。1933年に設立されたハイトビール（Hite Breweries）の旧称は朝鮮麦酒であった。同社は1993年に発売した「ハイト」（Hite）の大ヒットにより業界首位を奪取し、1998年にハイトビールに社名を変更した。OBビールは1933年にキリンビールが出資した昭和麒麟麦酒として設立された。韓国独立後は東洋麦酒（Oriental Brewery）に社名を変更し、1995年にOBビールに社名を変更した。眞露クアーズ（Jinro Coors Brewery）は、韓国で設立された3番目の醸造所で、1992年に韓国首位のソジュ醸造会社であった眞露とアメリカのクアーズが合弁会社として設立した。同社は1994年に「カス」（Cass）を発売し急成長を遂げたが、後にOBビールによって買収され、CassのブランドはOBビールが引き継いだ。
韓国のビール市場は現在、ハイト真露とOBビールの大手メーカー2社によって支配されており、その他のブランドも現地市場で販売されている。ハイト眞露のHiteとOBのCassは、味も価格も大した違いはない（これらは主に米から醸造されている）とみなされており、韓国のレストランやバーは、一方の製品のみを常備しているところが多い。輸入ビールも韓国で入手可能だが、一般的に高価である。ソウルのダウンタウンにあるギネスのバーでは、通常8,000ウォンから15,000ウォンほどの値段がする。地元のブランドは通常3,000ウォン前後の値段である。最近では、醸造所が全国に広がり、洗練された兆しが増えている。韓国の大量生産されたビールのうち、100％の大麦麦芽で醸造されているのは、ハイトのマックスとOBゴールデンラガーである。
韓国市場でのマイクロブルワリーが少ないのは、政府の厳しい規制に起因する。これは、小規模な醸造業者が所有権のある場所でビールを提供することを制限している。これらの法律は、最終的に2011年6月に緩和され、地元のビール市場でいくつかの小規模な醸造業者にシェアを与えた。
韓国で増加傾向なのは自家製である。原料や食料品はまだ限られているが、ビールを醸造している世帯が数多くある。韓国の自家製醸造プロセスを通じて、新規参入者を導く様々な醸造クラブも存在する。そのようなクラブの1つは韓国の Homebrew Korea である。

## 国内ブランド

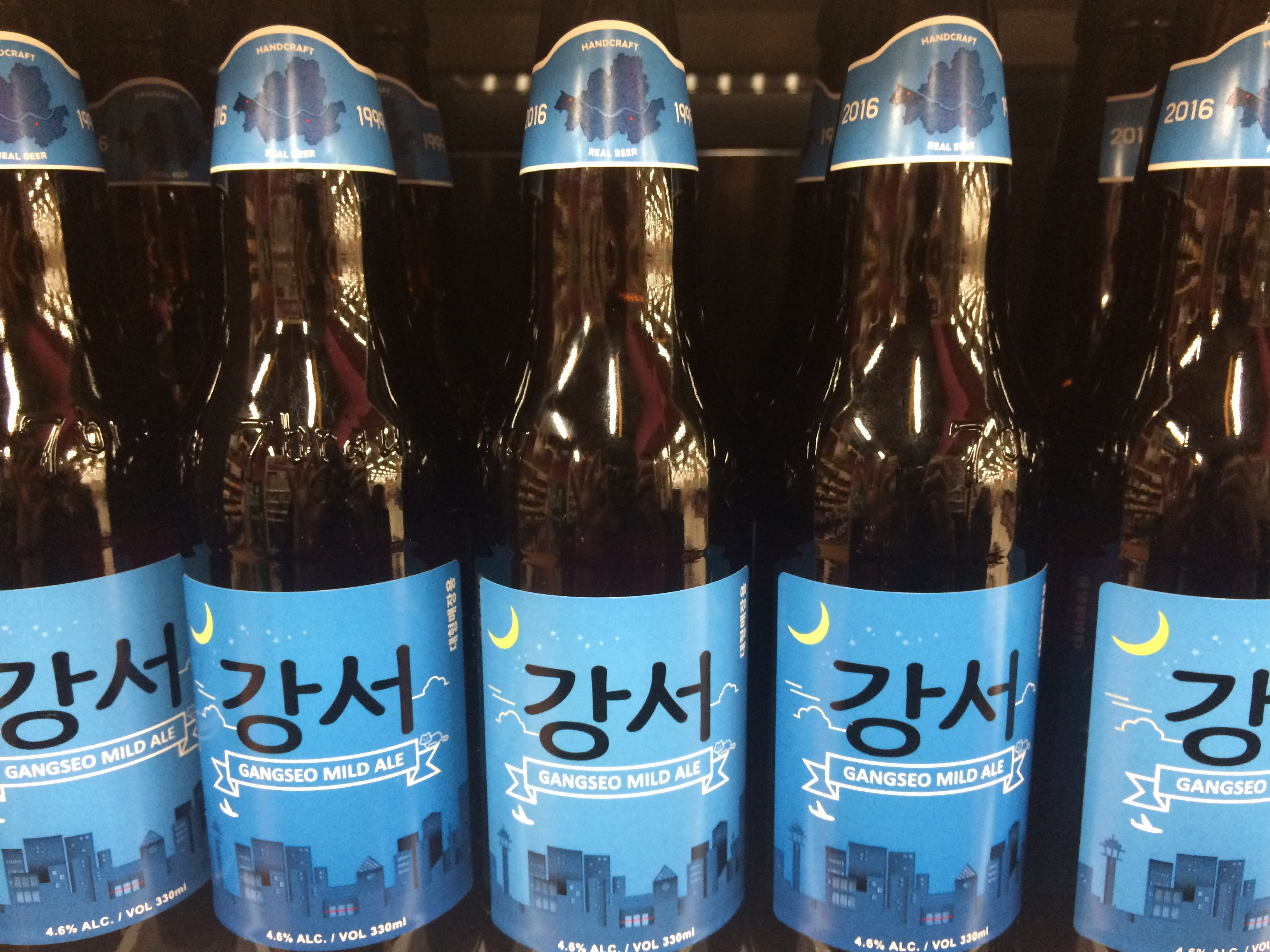
カンソ(Gangseo) ビール

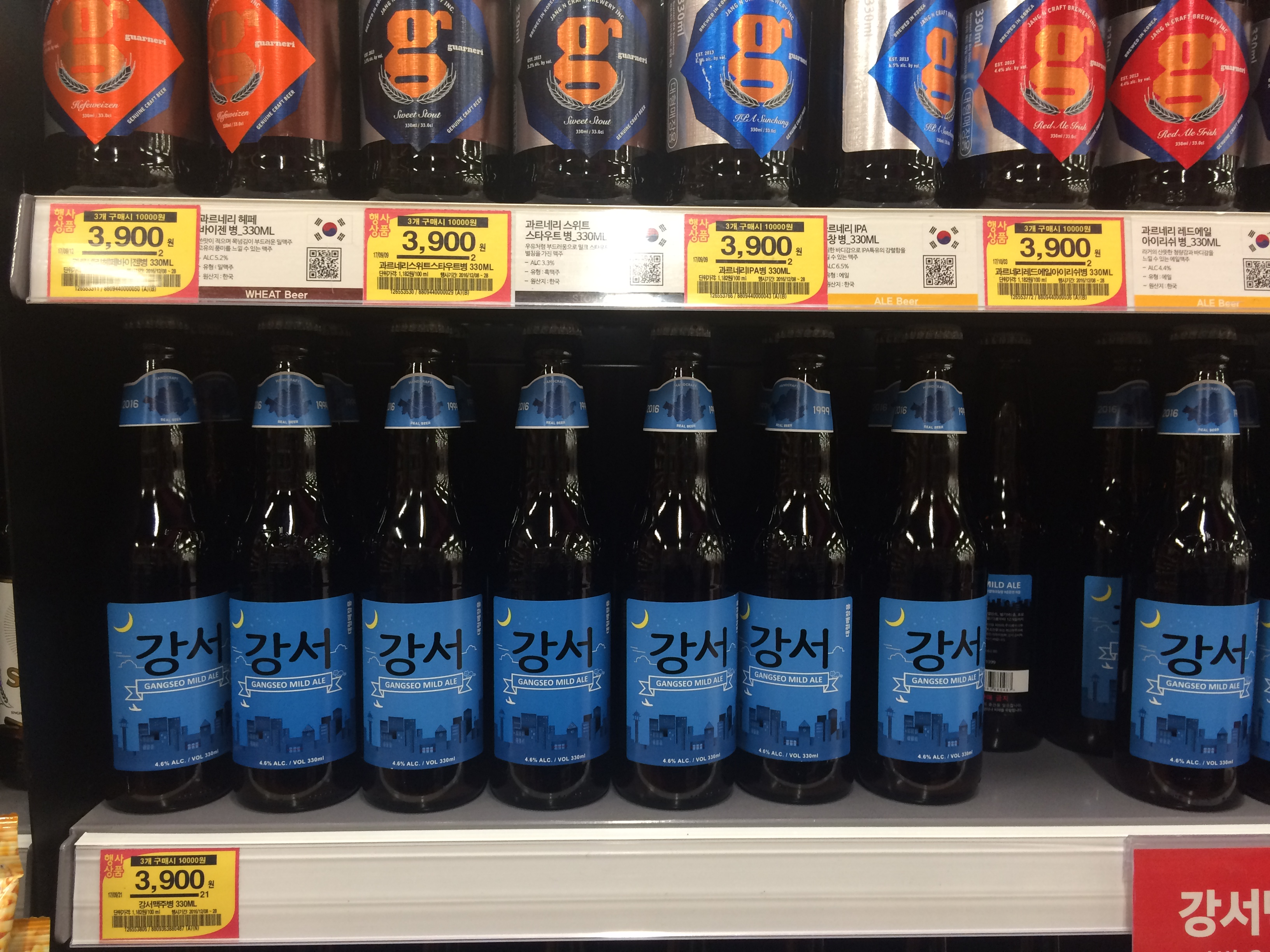
カンソビール

- ハイトビール: Hite, Max, Dry D, S, Stout, Lager Beer, Prime Draft, J Draft, Queen's Ale[6]
  - ハイト眞露は、2006年にハイトビールが眞露(ジンロ)を買収したことで生まれた会社である。ハイトの前身である朝鮮麦酒株式会社は1933年に大日本麦酒(サッポロ・アサヒの前身)が地元資本と折半で設立した。眞露は1924年にソジュの醸造所として設立された。ハイト眞露は世界有数のソジュの製造社であり、他にもウイスキーやワインなど様々なアルコール飲料を製造している[7][8]。

- OBビール (OB): OB Golden Lager, Cass brands (Cass Fresh, Cass Light, Cass Red, Cass Lemon), Cafri, Aleston
  - OBビール（OB）は1933年に設立された会社であり、OBゴールデンラガーは2011年に発売された。前身は麒麟麦酒系の｢昭和麦酒｣。だが皮肉なことにそのキリンの主力商品と言える一番搾りは2019年現在、ハイト眞露が取り扱っている。(OBが取り扱う日本ブランドはサントリー。)その一方で、Cassビールは旧ジンロ系であるジンロクアーズのブランドをOBが買収したものである。
- ロッテ七星飲料: Kloud
  - ロッテ七星飲料（ロッテチルソン）は1950年に設立された。同社のオリジナル製品はレモンライムソフトドリンクだった。以降、同社では多数の飲み物を製造した[9]。
- Korea Craft Brewery: ARK, Hitachino
  - KCBは、SMやLine Friendsなどの他のブランドと協力している。
- 7Bräu: Gangseo
  - 7Bräu はソウル・江西区の小さなパブとしてスタートし、ビールの名に地区名（江西/Gangseo）が入っている。地区の名前を付けられた最初の韓国のビールである（中国の青島醸造所、ニューヨークのブルックリンのブルックリン醸造所のような）。ラベルデザインには、江西地区に位置する金浦国際空港の空港管制塔が描かれている。[10]
- Energin: Kimpo
  - 朝鮮人参と米から作られたビール。 米は韓国の金浦で地元で栽培されている。[11]

## 国内ビール
- ハイト眞露

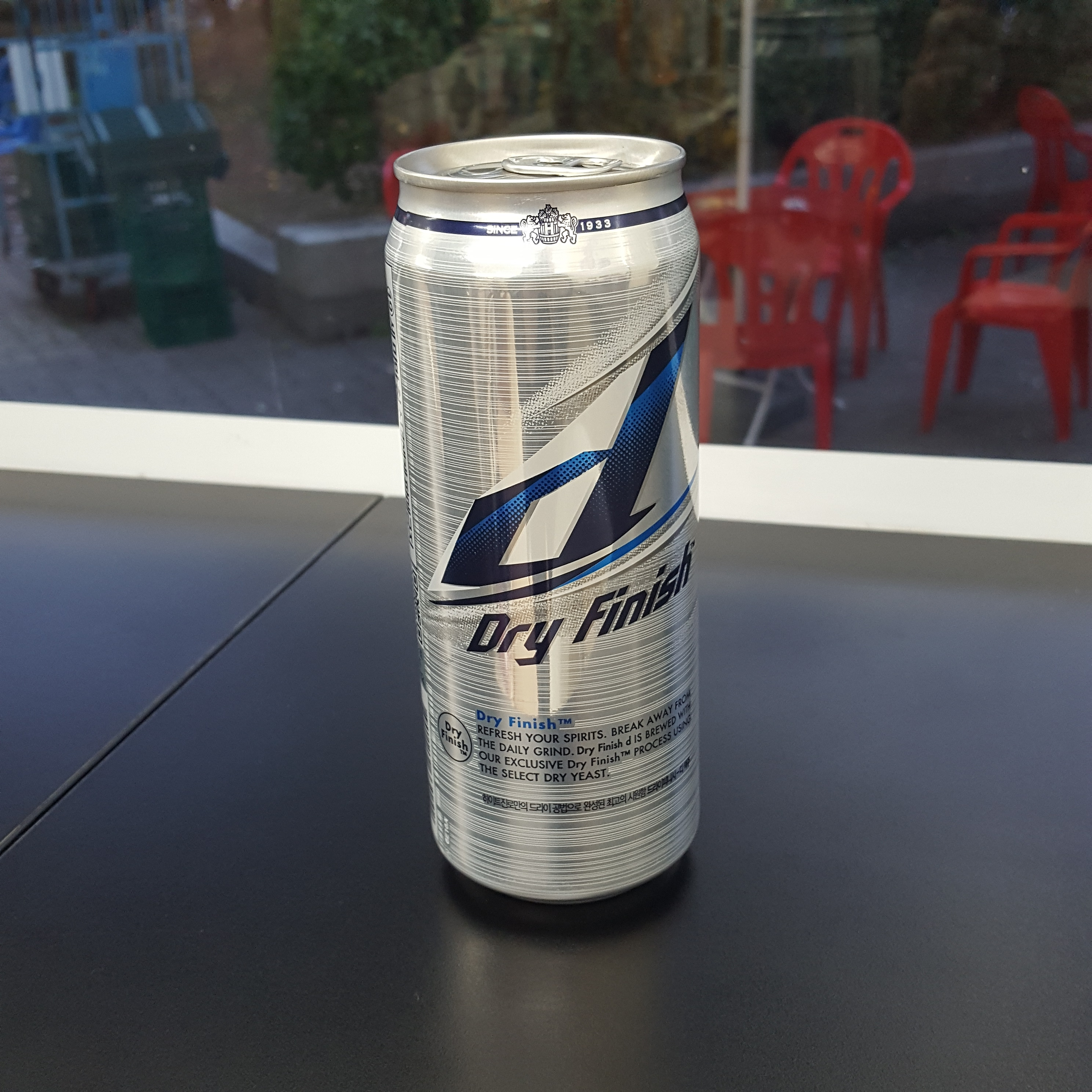
ハイト眞露・ドライフィニッシュ

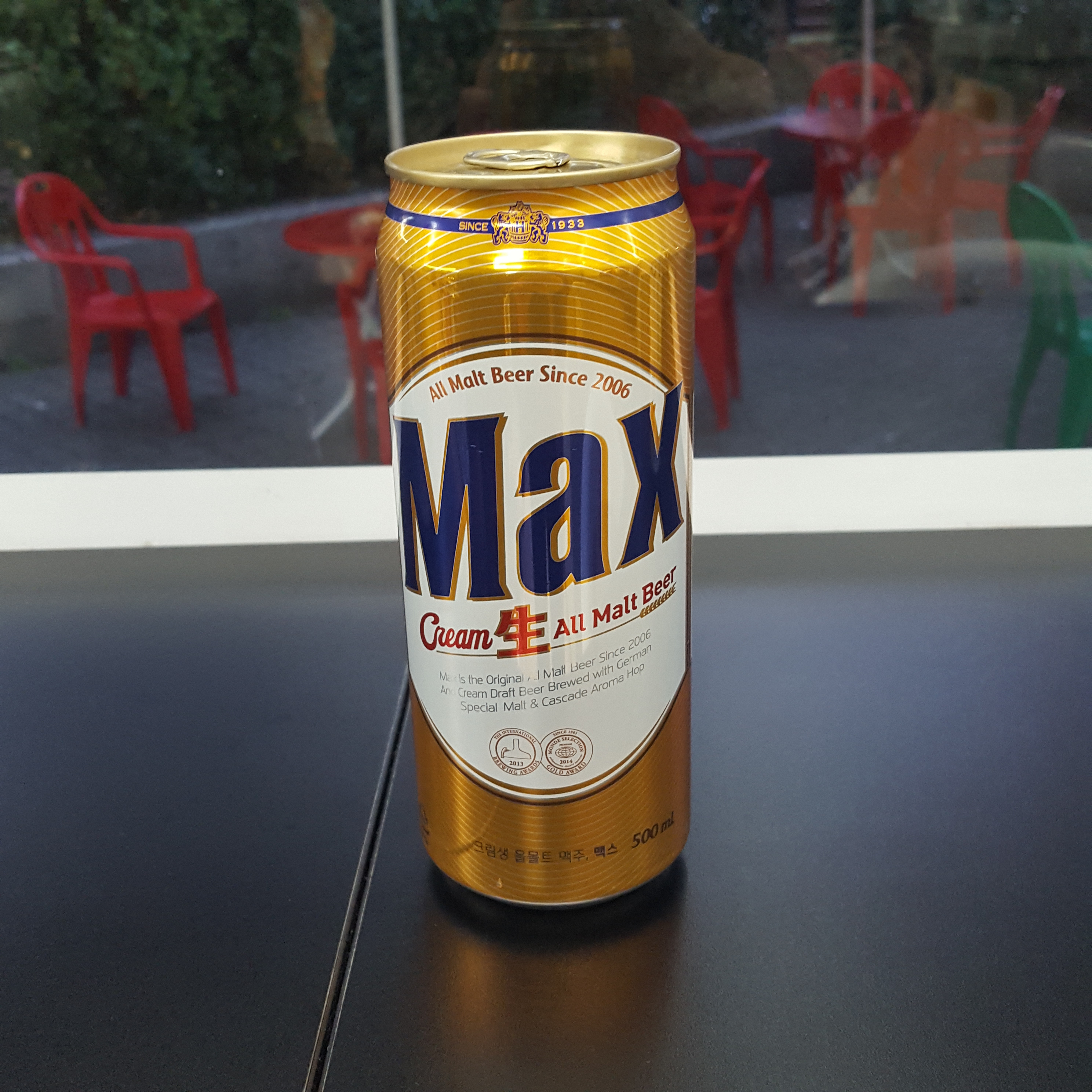
ハイト眞露・Max

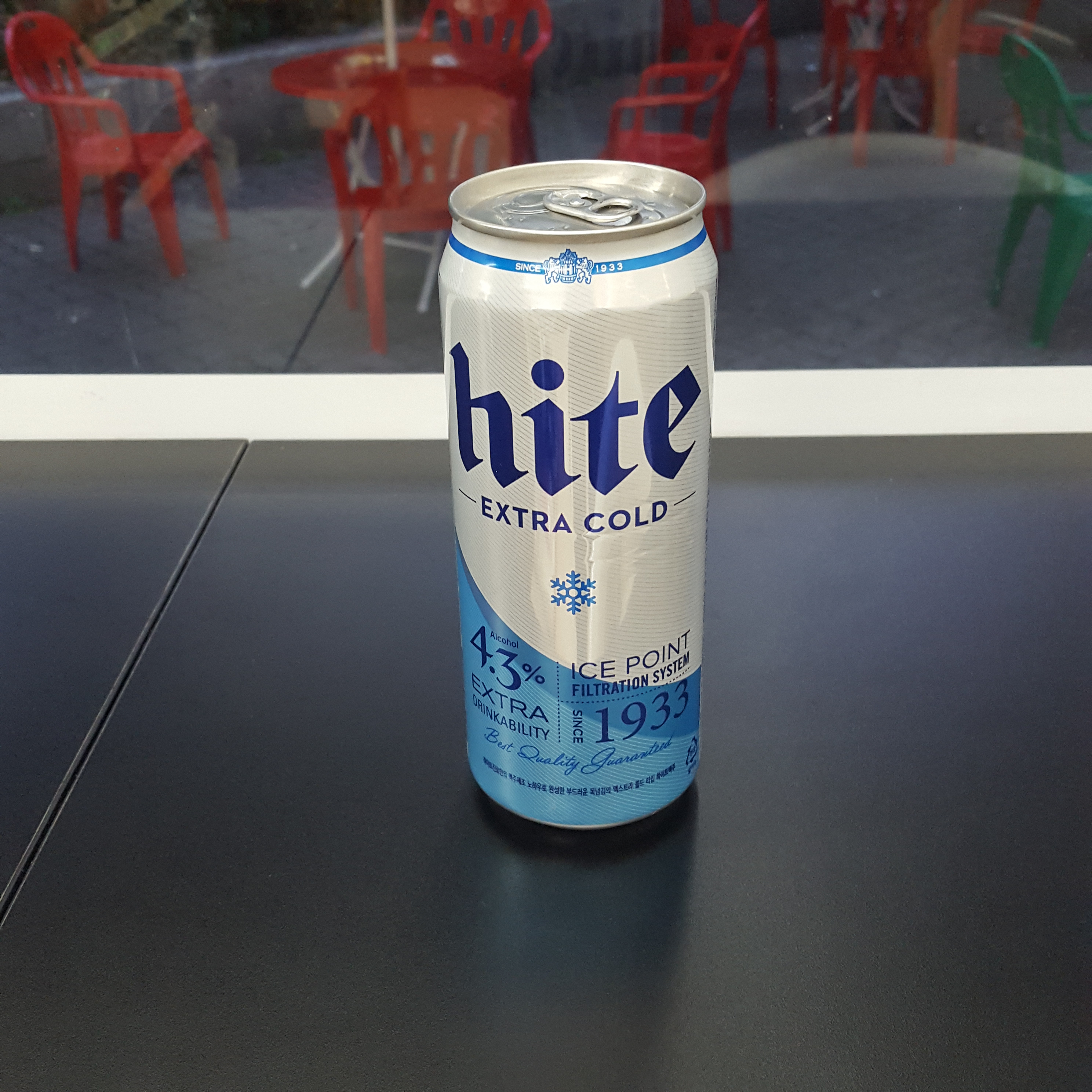
ハイト眞露・エクストラコールド

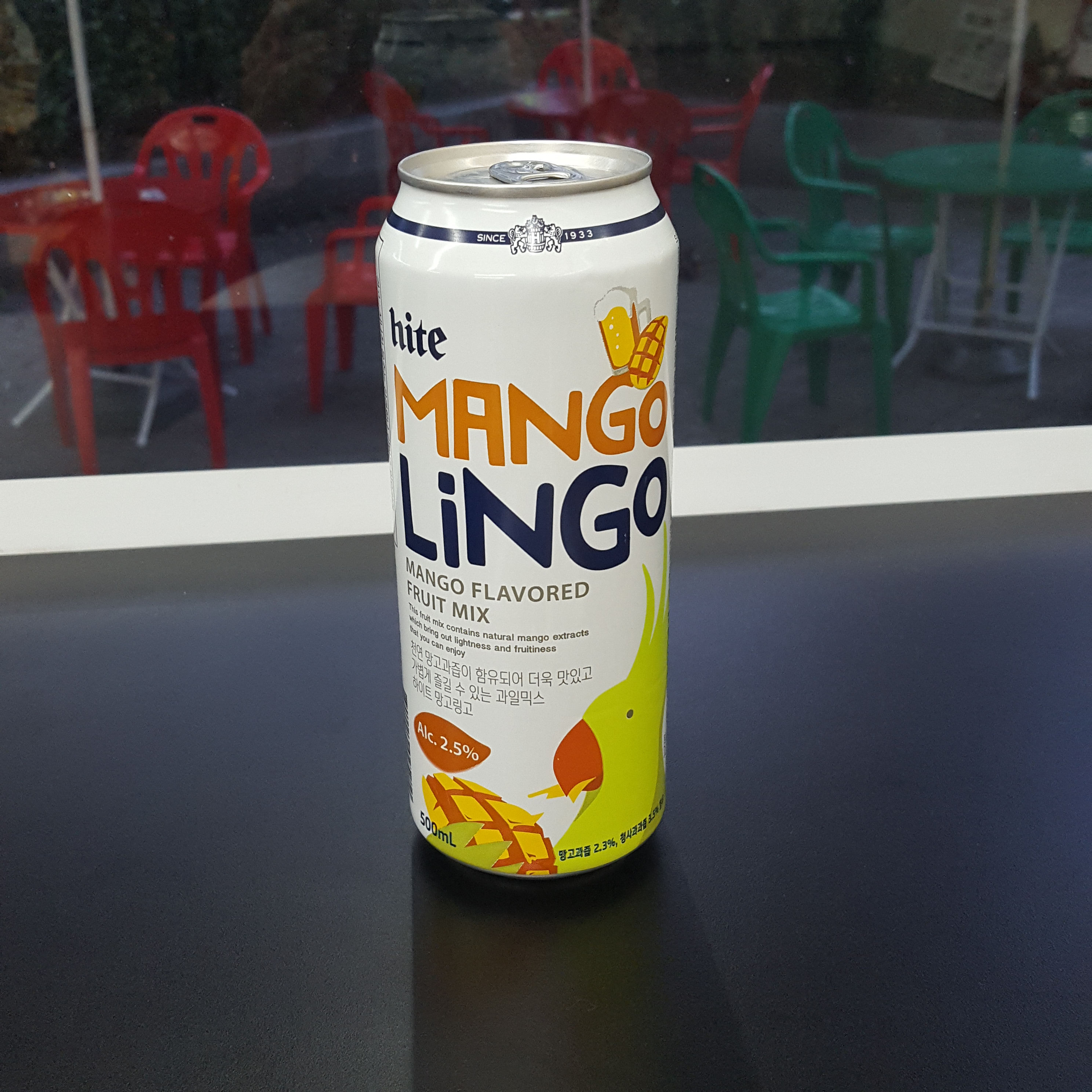
ハイト・Mango Lingo

  - Hite（ハイトビール）: 1993年に発売された薄いラガービール。アルコール度数（abv）は4.3%。[12]
  - Max:2006年に韓国で初めてのモルトビールとして発売された。マックスビールの特別版は毎年作られている。アルコール度数の最大値は4.5%。[13]
  - Dry D:2010年にドライタイプのビールとして発売された。醸造方法は、デンマークの醸造会社Danbrewと協力して行われた。これは、選択乾燥酵母を使用して作られている。アルコール度数は4.8%。[14]
  - S: super attenuated 醸造によって作られた低カロリーのビール。100mlあたり0.5gの繊維が含まれている。 アルコール度数は3.8％8%。[15]
  - Stout: 1991年に発売されたダークビール。ドイツの黒麦芽で作られたラガー型黒ビール。 アルコール度数は5%。[16]
  - Lager Beer:麦芽とドイツのホップから作られている。アルコール度数は5%。[17]
  - Prime Draft: レギュラーとグリーンで販売されている。 レギュラーのアルコール度数は5%、グリーンのアルコール度数は4.5%。[18]
  - J Draft: アルコール度数は5%。[19]
  - Queen's Ale: 薄いエールビールトップ発酵と、トリプルホッピングプロセスで完成した。アルコール度数は5.4%。[20]

- OBビール (OB)

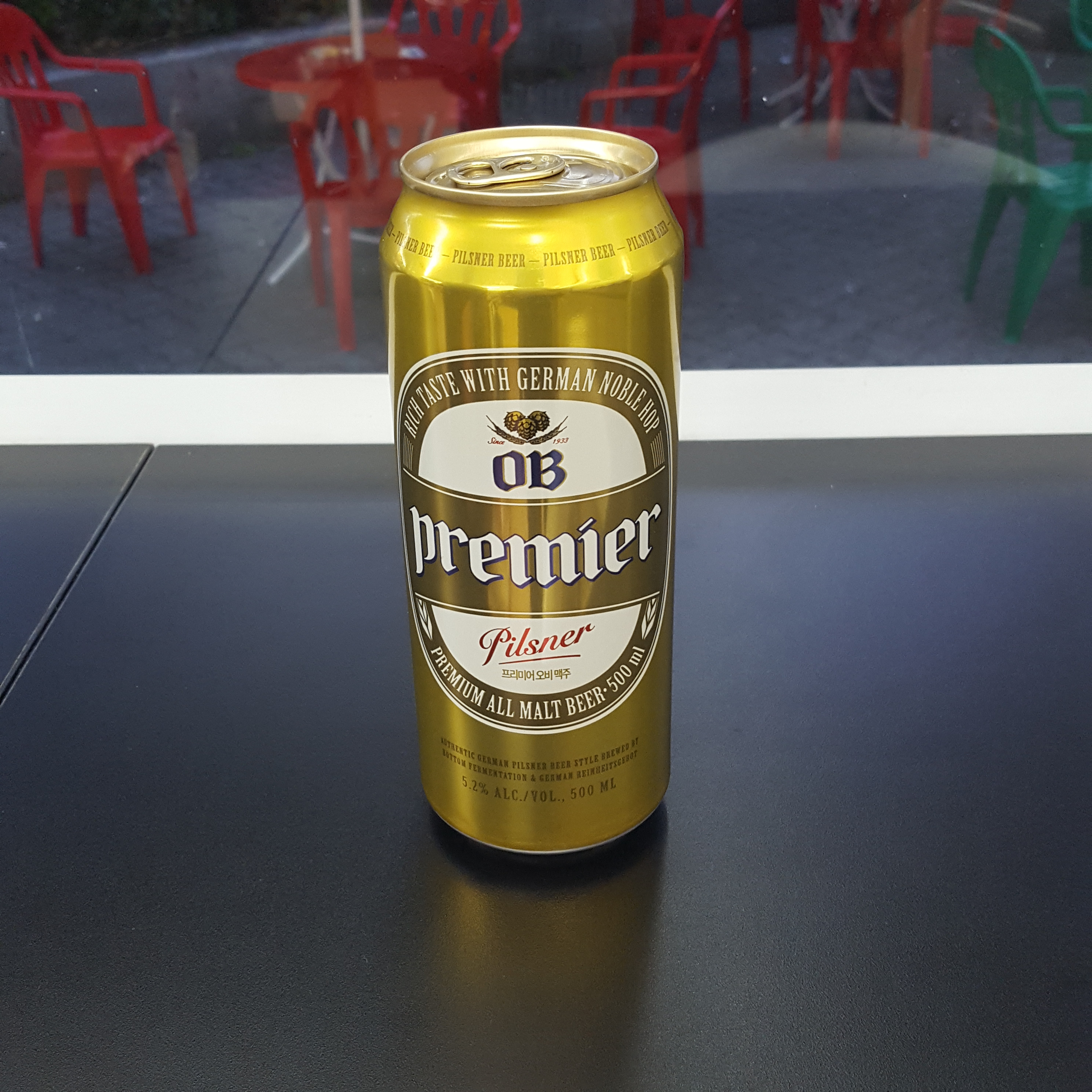
OB・premier

  - Cass brands (Cass Fresh, Cass Light, Cass Red, Cass Lemon): Cassのブランド名で販売されるビールはいくつかある。 Cassは低温殺菌されていないラガーである。アルコール度数は6.9%で、Cass Redは現在販売されている最も強い品種である。[21]
  - OB Golden Lager: 主にペールホップから作られた全麦芽ビール。アルコール度数は4.8%。[22]
  - Cafri: 透明なビンとツイストオフキャップを持つ韓国初のビールである。アルコール度数は4.2%。[23]
  - Aleston: 黒と茶色のラベルで販売されている英国スタイルのエールである。Aleston Blackのアルコール度数は5%、Aleston Brownのアルコール度数は5.2%である。[24][25]

- Lotte Liquor
  - Kloud: 2014年にロッテチルソンが発売した全麦芽ビール。ドイツのホップで作られ、オリジナルのgravityを使って醸造された。 アルコール度数は5%。[26]

- Korea Craft Brewery
  - ARK: Brown、Cony、Classicがある。 BrownとClassicはアルコール度数は4.3%で、Conyはアルコール度数は4.5%。[27]

- 7Bräu
  - The Emperor's beer: アルコール度数は5.5%。
  - Original golden lager: アルコール度数は5%。
  - Black Charisma:  アルコール度数は5%。
  - Glittering tenderness:  アルコール度数は4.2%。
  - Korean Pale Ale:  アルコール度数は4.6%。
  - Imperial I.P.A.:  アルコール度数は7%。

## ビール市場の歴史
これまで長らく、韓国の消費者にとってビールと言えばラガーであり、（エールなど）ほかの種類のビールは、それほど知られていなかった。2012年頃の状況として、飲み屋においては焼酎（ソジュ）とビール（メクチュ）を混ぜて飲む（爆弾酒の一種で、このような飲み方を「ソメク」소맥 と呼ぶ）、あるいはチキンとビールを組み合わせて飲食する（チメク）、というのが強固な消費形態である。寡占に安住した国内二大メーカーはラガーのみしか販売せず、様々な味を求めるようになった消費者の要求に応えていなかった。2011年にEUとの自由貿易協定（FTA）が発効し、外国ビールの輸入が活発化すると、従来の状況に不満を覚えていた消費者のニーズに応えるようになる。
焼酎やウイスキーの消費が伸び悩む中で、ビールの消費は成長を維持している。ただし、これらの成長によって伸びたのは輸入ビールであった。2015年は外国ビールの輸入が前年に比べて3倍になった。
ビールブランドのPaulanerは、2015年前半に販売を上回り、続いてヒューガルデンとギネスが続いた。
近年、韓国社会は一人暮らしが最も一般的で、家庭内でアルコールを飲むことに興味を示している。
この傾向は、韓国ドラマ「一人酒男女」に描かれている。
韓国のビール市場は長年OBとハイト眞露が支配していたが、2014年にロッテリカーのクロウドがビール市場に参入した事で3者間競争を起こしている。

## 輸入ビール
韓国市場では、さまざまな海外ビールブランドがある。
ヒューガルデン、ハイネケン、バドワイザーなどの主要ブランドは、韓国のビール市場で高い評価を受けている。
麦芽のコストのため、韓国のビールメーカーは、製造のためにトウモロコシ、米、タピオカを使用することに主に目を向けている。韓国のビールの麦芽率は約7%である。これに対し、ドイツのビールのモルト率は100%、日本のビールは66%である。
2014年に欧州と韓国の自由貿易協定（FTA）が締結されたことで、海外ビールの輸入が大幅に増加した。
日本産のビールは韓国市場で人気が高く、韓国市場は日本のビール業界にとっても最大の輸出市場であったが、2019年7月以降は需要が急減し、2020年4月期の日本産ビールの輸入額は2019年4月期より87.8%減少した63万ドル（約6775万円）と急落した。これは日本政府による韓国大法院の強制徴用判決に対しての事実上の報復措置として行った対韓輸出規制強化の反発から、ビールを含む日本産消費財に対する不買運動や日本産製品の代替品を求めるよう国民の消費行動が変化によるためと見られている。更に新型コロナウイルス感染症拡大を受けて韓国と日本の両政府がそれぞれ打ち出した入国制限措置も、売り上げ低下の追い打ちとなった。これによって、かつては韓国国内コンビニエンスストアのビール売り上げ順位で1位、2位を争っていたアサヒビールを販売するロッテアサヒ酒類の2019年の売り上げは2018年から半減し、人員削減を施行することになった
。その後、2023年頃から両国間の関係改善で不買運動の勢いが弱まり、輸入額が以前の水準まで回復している。

## マイクロブルワリー

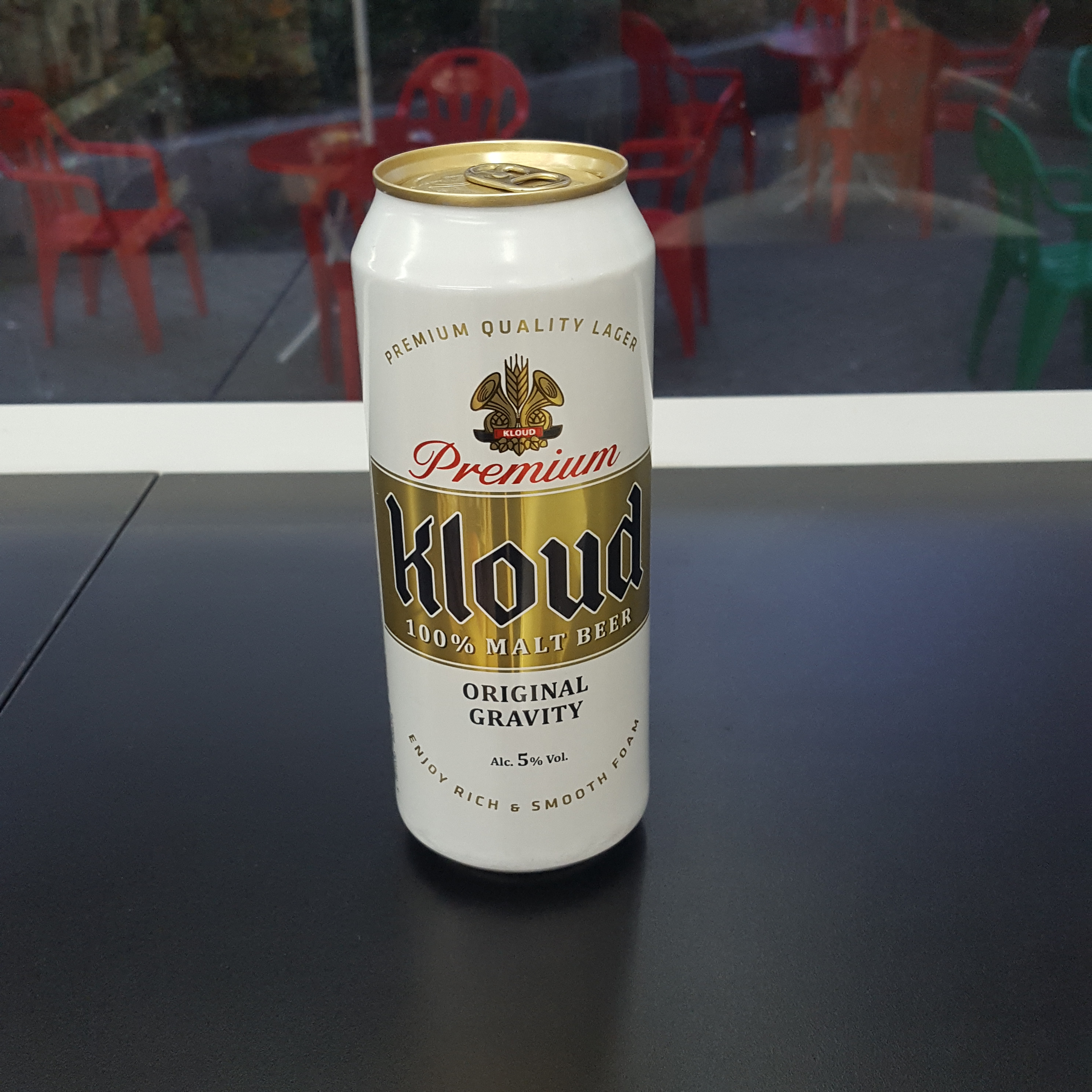
Kloud

- Korea Craft Brewery: 忠清北道。[40]
- The Hand and Malt: 南楊州市。韓国最大のホップ畑の所有者。[41]
- Magpie Brewing Co.: 梨泰院、弘大、済州特別自治道の3か所で操業している。[42]
- Galmegi Brewing Co.: 西面にある。アメリカンスタイルの醸造所。[43]
- The Booth: 慶尚南道にある。2013年に小さなパブとして始めた。
- Craftworks Taphouse: 2013年から操業している南山の ブルーパブ (brewpub)。[44]
- Guarneri: 江南区にあるレストランとパブ。[45]

## ビール祭り
- Great Korean Beer Festival: ソウルの龍山イパークモールスクエアで毎年開催される。外国と国内の両方のるビールがたくさんある。多くの食事オプションも用意されている。[46]。
- 大邱チメクフェスティバル: 2013年より大邱広域市で夏に開催されており、韓国では最大規模のイベントとなっている。チメクという名前は「チキン」と「ビール（メクチュ）」からの造語である[47]。

## 製造終了したビール
- OB, OB Lager, OB Blue: OB Golden Lagerの前身。
- OB Super Dry.
- Crown, Crown Super Dry: 1990年代初めまでのハイトビール（旧朝鮮麦酒）の主要製品。
- Hite Prime: Maxに置き換えられた。
- Hite Exfeel: Sに置き換えられた。
- ARK: Korea Craft Breweryによる最初のクラフトビール[48]

## 統計
|                       | 国内品            | 輸入品        | 合計      |
| --------------------- | ----------------- | ------------- | --------- |
| 売上 億ウォン (KRW)   | 3,800 (93.8%)     | 250 (6.2%)    | 4,049     |
| 消費量 (キロリットル) | 1,738,759 (96.7%) | 58,993 (3.3%) | 1,797,752 |

| 国             | 輸入額 (億ドル) | シェア (%) |
| -------------- | --------------- | ---------- |
| 日本           | 26.4            | n/a        |
| オランダ       | 9.9             | n/a        |
| アメリカ合衆国 | 6.5             | n/a        |
| アイルランド   | 6.5             | n/a        |
| 中国           | n/a             | n/a        |
| ドイツ         | 5.8             | n/a        |
| メキシコ       | n/a             | n/a        |
| ベルギー       | 2.1             | n/a        |

| 年          | 国内ビール 売上高 (億ウォン) | 輸入ビール |
| ----------- | ---------------------------- | ---------- |
| 2013        | 2110                         | 300        |
| 2014        | 2140                         | 360        |
| 2015        | 2165                         | 500        |
| 2016 (推定) | 2190                         | 620        |

## 批判
エコノミストは、韓国のビールを北朝鮮の大同江ビールと比べて退屈で悪いと批判した記事を発表した。
同誌は、一部の韓国のビールが、代わりにトウモロコシと米を使って大麦の麦芽を省略したと主張した。
この記事ではさらに、市場はハイト眞露とOBビールで占めており、マイクロブルワリーが市場に参入することを妨いでいる、とした。
これに対し、韓国のビール会社は、「ほとんどの韓国産ビールが70％以上の麦芽を含んでおり、ハイトの MaxおよびOBのOB Golden Lagerには100％の麦芽が含まれている。米とトウモロコシは麦芽よりも安くはないが、これらの穀物は軽い味を生み出すために混合物中で使用している。」と主張している。
韓国の醸造所からの反対意見にもかかわらず、多くの地元のビール愛好者は依然として地元のビールブランドの味に不満を抱いている。